# バージニア州の都市圏の一覧
本項目はバージニア州の都市圏の一覧（バージニアしゅうのとしけんのいちらん）である。
アメリカ合衆国国勢調査局は、バージニア州に合同統計地域（CSA/広域都市圏）4ヶ所、大都市統計地域（MSA/都市圏）11ヶ所、および小都市統計地域（μSA/小都市圏）4ヶ所を定義している。下表には、左列より以下の情報を示す。
- 合同統計地域（定義されている場合）の名称
- 合同統計地域の人口
- コアベース統計地域（大都市統計地域および小都市統計地域）の名称
- コアベース統計地域の人口
- 各統計地域に含まれる郡および独立市の名称
- 各統計地域に含まれる郡および独立市の人口

なお、下表においては、バージニア州と他州にまたがる合同統計地域およびコアベース統計地域については、名称と統計地域の総人口を青緑色で、バージニア州内の人口を黒色でそれぞれ示す。また、他州のコアベース統計地域、郡、独立市、およびコロンビア特別区については、その名称と人口を緑色でそれぞれ示す。
下表における人口の数値はすべて2020年に行われた国勢調査時のものである。また、合同統計地域、コアベース統計地域（大都市統計地域・小都市統計地域）のいずれも、2023年7月21日時点での定義に従う。

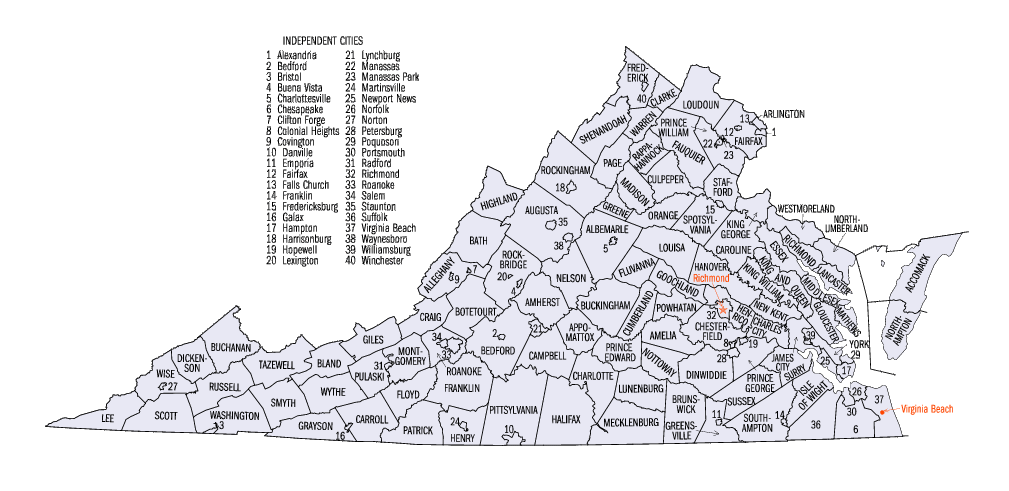
バージニア州の95郡および38独立市を示す地図

| 合同統計地域                                               | 人口                 | コアベース統計地域                                         | 人口                | 郡/独立市                            | 人口      |
| ---------------------------------------------------------- | -------------------- | ---------------------------------------------------------- | ------------------- | ------------------------------------ | --------- |
| ワシントン・ボルチモア・アーリントン広域都市圏             | 10,028,331 3,219,493 | ワシントン・アーリントン・アレクサンドリア都市圏           | 6,278,542 3,063,700 | フェアファックス郡                   | 1,150,309 |
| ワシントン・ボルチモア・アーリントン広域都市圏             | 10,028,331 3,219,493 | ワシントン・アーリントン・アレクサンドリア都市圏           | 6,278,542 3,063,700 | メリーランド州モントゴメリー郡       | 1,062,061 |
| ワシントン・ボルチモア・アーリントン広域都市圏             | 10,028,331 3,219,493 | ワシントン・アーリントン・アレクサンドリア都市圏           | 6,278,542 3,063,700 | メリーランド州プリンスジョージズ郡   | 967,201   |
| ワシントン・ボルチモア・アーリントン広域都市圏             | 10,028,331 3,219,493 | ワシントン・アーリントン・アレクサンドリア都市圏           | 6,278,542 3,063,700 | コロンビア特別区                     | 689,545   |
| ワシントン・ボルチモア・アーリントン広域都市圏             | 10,028,331 3,219,493 | ワシントン・アーリントン・アレクサンドリア都市圏           | 6,278,542 3,063,700 | プリンスウィリアム郡                 | 482,204   |
| ワシントン・ボルチモア・アーリントン広域都市圏             | 10,028,331 3,219,493 | ワシントン・アーリントン・アレクサンドリア都市圏           | 6,278,542 3,063,700 | ラウドン郡                           | 420,959   |
| ワシントン・ボルチモア・アーリントン広域都市圏             | 10,028,331 3,219,493 | ワシントン・アーリントン・アレクサンドリア都市圏           | 6,278,542 3,063,700 | メリーランド州フレデリック郡         | 271,717   |
| ワシントン・ボルチモア・アーリントン広域都市圏             | 10,028,331 3,219,493 | ワシントン・アーリントン・アレクサンドリア都市圏           | 6,278,542 3,063,700 | アーリントン郡                       | 238,643   |
| ワシントン・ボルチモア・アーリントン広域都市圏             | 10,028,331 3,219,493 | ワシントン・アーリントン・アレクサンドリア都市圏           | 6,278,542 3,063,700 | メリーランド州チャールズ郡           | 166,617   |
| ワシントン・ボルチモア・アーリントン広域都市圏             | 10,028,331 3,219,493 | ワシントン・アーリントン・アレクサンドリア都市圏           | 6,278,542 3,063,700 | アレクサンドリア市                   | 159,467   |
| ワシントン・ボルチモア・アーリントン広域都市圏             | 10,028,331 3,219,493 | ワシントン・アーリントン・アレクサンドリア都市圏           | 6,278,542 3,063,700 | スタフォード郡                       | 156,927   |
| ワシントン・ボルチモア・アーリントン広域都市圏             | 10,028,331 3,219,493 | ワシントン・アーリントン・アレクサンドリア都市圏           | 6,278,542 3,063,700 | スポットシルベニア郡                 | 140,032   |
| ワシントン・ボルチモア・アーリントン広域都市圏             | 10,028,331 3,219,493 | ワシントン・アーリントン・アレクサンドリア都市圏           | 6,278,542 3,063,700 | フォーキア郡                         | 72,972    |
| ワシントン・ボルチモア・アーリントン広域都市圏             | 10,028,331 3,219,493 | ワシントン・アーリントン・アレクサンドリア都市圏           | 6,278,542 3,063,700 | ウェストバージニア州ジェファーソン郡 | 57,701    |
| ワシントン・ボルチモア・アーリントン広域都市圏             | 10,028,331 3,219,493 | ワシントン・アーリントン・アレクサンドリア都市圏           | 6,278,542 3,063,700 | カルペパー郡                         | 52,552    |
| ワシントン・ボルチモア・アーリントン広域都市圏             | 10,028,331 3,219,493 | ワシントン・アーリントン・アレクサンドリア都市圏           | 6,278,542 3,063,700 | マナサス市                           | 42,772    |
| ワシントン・ボルチモア・アーリントン広域都市圏             | 10,028,331 3,219,493 | ワシントン・アーリントン・アレクサンドリア都市圏           | 6,278,542 3,063,700 | ウォーレン郡                         | 40,727    |
| ワシントン・ボルチモア・アーリントン広域都市圏             | 10,028,331 3,219,493 | ワシントン・アーリントン・アレクサンドリア都市圏           | 6,278,542 3,063,700 | フレデリックスバーグ市               | 27,982    |
| ワシントン・ボルチモア・アーリントン広域都市圏             | 10,028,331 3,219,493 | ワシントン・アーリントン・アレクサンドリア都市圏           | 6,278,542 3,063,700 | フェアファックス市                   | 24,146    |
| ワシントン・ボルチモア・アーリントン広域都市圏             | 10,028,331 3,219,493 | ワシントン・アーリントン・アレクサンドリア都市圏           | 6,278,542 3,063,700 | マナサスパーク市                     | 17,219    |
| ワシントン・ボルチモア・アーリントン広域都市圏             | 10,028,331 3,219,493 | ワシントン・アーリントン・アレクサンドリア都市圏           | 6,278,542 3,063,700 | クラーク郡                           | 14,783    |
| ワシントン・ボルチモア・アーリントン広域都市圏             | 10,028,331 3,219,493 | ワシントン・アーリントン・アレクサンドリア都市圏           | 6,278,542 3,063,700 | フォールズチャーチ市                 | 14,658    |
| ワシントン・ボルチモア・アーリントン広域都市圏             | 10,028,331 3,219,493 | ワシントン・アーリントン・アレクサンドリア都市圏           | 6,278,542 3,063,700 | ラッパハノック郡                     | 7,348     |
| ワシントン・ボルチモア・アーリントン広域都市圏             | 10,028,331 3,219,493 | ボルチモア・コロンビア・タウソン都市圏                     | 2,844,510           | メリーランド州ボルチモア郡           | 854,535   |
| ワシントン・ボルチモア・アーリントン広域都市圏             | 10,028,331 3,219,493 | ボルチモア・コロンビア・タウソン都市圏                     | 2,844,510           | メリーランド州アンアルンデル郡       | 588,261   |
| ワシントン・ボルチモア・アーリントン広域都市圏             | 10,028,331 3,219,493 | ボルチモア・コロンビア・タウソン都市圏                     | 2,844,510           | メリーランド州ボルチモア市           | 585,708   |
| ワシントン・ボルチモア・アーリントン広域都市圏             | 10,028,331 3,219,493 | ボルチモア・コロンビア・タウソン都市圏                     | 2,844,510           | メリーランド州ハワード郡             | 332,317   |
| ワシントン・ボルチモア・アーリントン広域都市圏             | 10,028,331 3,219,493 | ボルチモア・コロンビア・タウソン都市圏                     | 2,844,510           | メリーランド州ハーフォード郡         | 260,924   |
| ワシントン・ボルチモア・アーリントン広域都市圏             | 10,028,331 3,219,493 | ボルチモア・コロンビア・タウソン都市圏                     | 2,844,510           | メリーランド州キャロル郡             | 172,891   |
| ワシントン・ボルチモア・アーリントン広域都市圏             | 10,028,331 3,219,493 | ボルチモア・コロンビア・タウソン都市圏                     | 2,844,510           | メリーランド州クイーンアンズ郡       | 49,874    |
| ワシントン・ボルチモア・アーリントン広域都市圏             | 10,028,331 3,219,493 | ヘイガーズタウン・マーティンズバーグ都市圏                 | 293,844             | メリーランド州ワシントン郡           | 147,430   |
| ワシントン・ボルチモア・アーリントン広域都市圏             | 10,028,331 3,219,493 | ヘイガーズタウン・マーティンズバーグ都市圏                 | 293,844             | ウェストバージニア州バークレー郡     | 122,076   |
| ワシントン・ボルチモア・アーリントン広域都市圏             | 10,028,331 3,219,493 | ヘイガーズタウン・マーティンズバーグ都市圏                 | 293,844             | ウェストバージニア州モーガン郡       | 17,063    |
| ワシントン・ボルチモア・アーリントン広域都市圏             | 10,028,331 3,219,493 | チェンバーズバーグ都市圏                                   | 155,932             | ペンシルベニア州フランクリン郡       | 155,932   |
| ワシントン・ボルチモア・アーリントン広域都市圏             | 10,028,331 3,219,493 | レキシントンパーク都市圏                                   | 206,560             | メリーランド州セントメアリーズ郡     | 113,777   |
| ワシントン・ボルチモア・アーリントン広域都市圏             | 10,028,331 3,219,493 | レキシントンパーク都市圏                                   | 206,560             | メリーランド州カルバート郡           | 92,783    |
| ワシントン・ボルチモア・アーリントン広域都市圏             | 10,028,331 3,219,493 | ウィンチェスター都市圏                                     | 142,632 119,539     | フレデリック郡                       | 91,419    |
| ワシントン・ボルチモア・アーリントン広域都市圏             | 10,028,331 3,219,493 | ウィンチェスター都市圏                                     | 142,632 119,539     | ウィンチェスター市                   | 28,120    |
| ワシントン・ボルチモア・アーリントン広域都市圏             | 10,028,331 3,219,493 | ウィンチェスター都市圏                                     | 142,632 119,539     | ウェストバージニア州ハンプシャー郡   | 23,093    |
| ワシントン・ボルチモア・アーリントン広域都市圏             | 10,028,331 3,219,493 | イーストン小都市圏                                         | 37,526              | メリーランド州タルボット郡           | 37,526    |
| ワシントン・ボルチモア・アーリントン広域都市圏             | 10,028,331 3,219,493 | レイク・オブ・ザ・ウッズ小都市圏                           | 36,254              | オレンジ郡                           | 36,254    |
| ワシントン・ボルチモア・アーリントン広域都市圏             | 10,028,331 3,219,493 | ケンブリッジ小都市圏                                       | 32,531              | メリーランド州ドーチェスター郡       | 32,531    |
| バージニアビーチ・チェサピーク広域都市圏                   | 1,857,542 1,731,126  | バージニアビーチ・チェサピーク・ノーフォーク都市圏         | 1,780,059 1,731,126 | バージニアビーチ市                   | 459,470   |
| バージニアビーチ・チェサピーク広域都市圏                   | 1,857,542 1,731,126  | バージニアビーチ・チェサピーク・ノーフォーク都市圏         | 1,780,059 1,731,126 | チェサピーク市                       | 249,422   |
| バージニアビーチ・チェサピーク広域都市圏                   | 1,857,542 1,731,126  | バージニアビーチ・チェサピーク・ノーフォーク都市圏         | 1,780,059 1,731,126 | ノーフォーク市                       | 238,005   |
| バージニアビーチ・チェサピーク広域都市圏                   | 1,857,542 1,731,126  | バージニアビーチ・チェサピーク・ノーフォーク都市圏         | 1,780,059 1,731,126 | ニューポートニューズ市               | 186,247   |
| バージニアビーチ・チェサピーク広域都市圏                   | 1,857,542 1,731,126  | バージニアビーチ・チェサピーク・ノーフォーク都市圏         | 1,780,059 1,731,126 | ハンプトン市                         | 137,148   |
| バージニアビーチ・チェサピーク広域都市圏                   | 1,857,542 1,731,126  | バージニアビーチ・チェサピーク・ノーフォーク都市圏         | 1,780,059 1,731,126 | ポーツマス市                         | 97,915    |
| バージニアビーチ・チェサピーク広域都市圏                   | 1,857,542 1,731,126  | バージニアビーチ・チェサピーク・ノーフォーク都市圏         | 1,780,059 1,731,126 | サフォーク市                         | 94,324    |
| バージニアビーチ・チェサピーク広域都市圏                   | 1,857,542 1,731,126  | バージニアビーチ・チェサピーク・ノーフォーク都市圏         | 1,780,059 1,731,126 | ジェームズシティ郡                   | 78,254    |
| バージニアビーチ・チェサピーク広域都市圏                   | 1,857,542 1,731,126  | バージニアビーチ・チェサピーク・ノーフォーク都市圏         | 1,780,059 1,731,126 | ヨーク郡                             | 70,045    |
| バージニアビーチ・チェサピーク広域都市圏                   | 1,857,542 1,731,126  | バージニアビーチ・チェサピーク・ノーフォーク都市圏         | 1,780,059 1,731,126 | グロスター郡                         | 38,711    |
| バージニアビーチ・チェサピーク広域都市圏                   | 1,857,542 1,731,126  | バージニアビーチ・チェサピーク・ノーフォーク都市圏         | 1,780,059 1,731,126 | アイル・オブ・ワイト郡               | 38,606    |
| バージニアビーチ・チェサピーク広域都市圏                   | 1,857,542 1,731,126  | バージニアビーチ・チェサピーク・ノーフォーク都市圏         | 1,780,059 1,731,126 | ノースカロライナ州カリタック郡       | 28,100    |
| バージニアビーチ・チェサピーク広域都市圏                   | 1,857,542 1,731,126  | バージニアビーチ・チェサピーク・ノーフォーク都市圏         | 1,780,059 1,731,126 | ウィリアムズバーグ市                 | 15,425    |
| バージニアビーチ・チェサピーク広域都市圏                   | 1,857,542 1,731,126  | バージニアビーチ・チェサピーク・ノーフォーク都市圏         | 1,780,059 1,731,126 | ポコソン市                           | 12,460    |
| バージニアビーチ・チェサピーク広域都市圏                   | 1,857,542 1,731,126  | バージニアビーチ・チェサピーク・ノーフォーク都市圏         | 1,780,059 1,731,126 | ノースカロライナ州ゲイツ郡           | 10,478    |
| バージニアビーチ・チェサピーク広域都市圏                   | 1,857,542 1,731,126  | バージニアビーチ・チェサピーク・ノーフォーク都市圏         | 1,780,059 1,731,126 | ノースカロライナ州カムデン郡         | 10,355    |
| バージニアビーチ・チェサピーク広域都市圏                   | 1,857,542 1,731,126  | バージニアビーチ・チェサピーク・ノーフォーク都市圏         | 1,780,059 1,731,126 | マシューズ郡                         | 8,533     |
| バージニアビーチ・チェサピーク広域都市圏                   | 1,857,542 1,731,126  | バージニアビーチ・チェサピーク・ノーフォーク都市圏         | 1,780,059 1,731,126 | サリー郡                             | 6,561     |
| バージニアビーチ・チェサピーク広域都市圏                   | 1,857,542 1,731,126  | エリザベスシティ小都市圏                                   | 40,568              | ノースカロライナ州パスコタンク郡     | 40,568    |
| バージニアビーチ・チェサピーク広域都市圏                   | 1,857,542 1,731,126  | キルデビルヒルズ小都市圏                                   | 36,915              | ノースカロライナ州デア郡             | 36,915    |
|                                                            |                      | リッチモンド都市圏                                         | 1,314,434           | チェスターフィールド郡               | 364,548   |
| ヘンライコ郡                                               | 334,389              | リッチモンド都市圏                                         | 1,314,434           |                                      |           |
| リッチモンド市                                             | 226,610              | リッチモンド都市圏                                         | 1,314,434           |                                      |           |
| ハノーバー郡                                               | 109,979              | リッチモンド都市圏                                         | 1,314,434           |                                      |           |
| プリンスジョージ郡                                         | 43,010               | リッチモンド都市圏                                         | 1,314,434           |                                      |           |
| ピーターズバーグ市                                         | 33,458               | リッチモンド都市圏                                         | 1,314,434           |                                      |           |
| ポウハタン郡                                               | 30,333               | リッチモンド都市圏                                         | 1,314,434           |                                      |           |
| ディンウィディ郡                                           | 27,947               | リッチモンド都市圏                                         | 1,314,434           |                                      |           |
| グーチランド郡                                             | 24,727               | リッチモンド都市圏                                         | 1,314,434           |                                      |           |
| ホープウェル市                                             | 23,033               | リッチモンド都市圏                                         | 1,314,434           |                                      |           |
| ニューケント郡                                             | 22,945               | リッチモンド都市圏                                         | 1,314,434           |                                      |           |
| コロニアルハイツ市                                         | 18,170               | リッチモンド都市圏                                         | 1,314,434           |                                      |           |
| キングウィリアム郡                                         | 17,810               | リッチモンド都市圏                                         | 1,314,434           |                                      |           |
| アメリア郡                                                 | 13,265               | リッチモンド都市圏                                         | 1,314,434           |                                      |           |
| サセックス郡                                               | 10,829               | リッチモンド都市圏                                         | 1,314,434           |                                      |           |
| チャールズシティ郡                                         | 6,773                | リッチモンド都市圏                                         | 1,314,434           |                                      |           |
| キング・アンド・クイーン郡                                 | 6,608                | リッチモンド都市圏                                         | 1,314,434           |                                      |           |
|                                                            |                      | ロアノーク都市圏                                           | 315,251             | ロアノーク市                         | 100,011   |
| ロアノーク郡                                               | 96,929               | ロアノーク都市圏                                           | 315,251             |                                      |           |
| フランクリン郡                                             | 54,477               | ロアノーク都市圏                                           | 315,251             |                                      |           |
| ボトトート郡                                               | 33,596               | ロアノーク都市圏                                           | 315,251             |                                      |           |
| セーラム市                                                 | 25,346               | ロアノーク都市圏                                           | 315,251             |                                      |           |
| クレイグ郡                                                 | 4,892                | ロアノーク都市圏                                           | 315,251             |                                      |           |
|                                                            |                      | リンチバーグ都市圏                                         | 261,593             | ベッドフォード郡                     | 79,462    |
| リンチバーグ市                                             | 79,009               | リンチバーグ都市圏                                         | 261,593             |                                      |           |
| キャンベル郡                                               | 55,696               | リンチバーグ都市圏                                         | 261,593             |                                      |           |
| アマースト郡                                               | 31,307               | リンチバーグ都市圏                                         | 261,593             |                                      |           |
| アポマトックス郡                                           | 16,119               | リンチバーグ都市圏                                         | 261,593             |                                      |           |
| ハリソンバーグ・スタントン・スチュアーツドラフト広域都市圏 | 261,004              | ハリソンバーグ都市圏                                       | 135,571             | ロッキンガム郡                       | 83,757    |
| ハリソンバーグ・スタントン・スチュアーツドラフト広域都市圏 | 261,004              | ハリソンバーグ都市圏                                       | 135,571             | ハリソンバーグ市                     | 51,814    |
| ハリソンバーグ・スタントン・スチュアーツドラフト広域都市圏 | 261,004              | スタントン・スチュアーツドラフト都市圏                     | 125,433             | オーガスタ郡                         | 77,487    |
| ハリソンバーグ・スタントン・スチュアーツドラフト広域都市圏 | 261,004              | スタントン・スチュアーツドラフト都市圏                     | 125,433             | スタントン市                         | 25,750    |
| ハリソンバーグ・スタントン・スチュアーツドラフト広域都市圏 | 261,004              | スタントン・スチュアーツドラフト都市圏                     | 125,433             | ウェインズボロ市                     | 22,196    |
|                                                            |                      | シャーロッツビル都市圏                                     | 221,524             | アルベマール郡                       | 112,395   |
| シャーロッツビル市                                         | 46,553               | シャーロッツビル都市圏                                     | 221,524             |                                      |           |
| フルバナ郡                                                 | 27,249               | シャーロッツビル都市圏                                     | 221,524             |                                      |           |
| グリーン郡                                                 | 20,552               | シャーロッツビル都市圏                                     | 221,524             |                                      |           |
| ネルソン郡                                                 | 14,775               | シャーロッツビル都市圏                                     | 221,524             |                                      |           |
|                                                            |                      | ブラックスバーグ・クリスチャンズバーグ・ラドフォード都市圏 | 181,854             | モントゴメリー郡                     | 99,721    |
| プラスキ郡                                                 | 33,800               | ブラックスバーグ・クリスチャンズバーグ・ラドフォード都市圏 | 181,854             |                                      |           |
| ジャイルズ郡                                               | 16,787               | ブラックスバーグ・クリスチャンズバーグ・ラドフォード都市圏 | 181,854             |                                      |           |
| ラドフォード市                                             | 16,070               | ブラックスバーグ・クリスチャンズバーグ・ラドフォード都市圏 | 181,854             |                                      |           |
| フロイド郡                                                 | 15,476               | ブラックスバーグ・クリスチャンズバーグ・ラドフォード都市圏 | 181,854             |                                      |           |
|                                                            |                      | ダンビル小都市圏                                           | 103,091             | ピットシルベニア郡                   | 60,501    |
| ダンビル市                                                 | 42,590               | ダンビル小都市圏                                           | 103,091             |                                      |           |
| ジョンソンシティ・キングスポート・ブリストル広域都市圏     | 585,051 92,730       | キングスポート・ブリストル都市圏                           | 307,614 92,730      | テネシー州サリバン郡                 | 158,163   |
| ジョンソンシティ・キングスポート・ブリストル広域都市圏     | 585,051 92,730       | キングスポート・ブリストル都市圏                           | 307,614 92,730      | テネシー州ホーキンズ郡               | 56,721    |
| ジョンソンシティ・キングスポート・ブリストル広域都市圏     | 585,051 92,730       | キングスポート・ブリストル都市圏                           | 307,614 92,730      | ワシントン郡                         | 53,935    |
| ジョンソンシティ・キングスポート・ブリストル広域都市圏     | 585,051 92,730       | キングスポート・ブリストル都市圏                           | 307,614 92,730      | スコット郡                           | 21,576    |
| ジョンソンシティ・キングスポート・ブリストル広域都市圏     | 585,051 92,730       | キングスポート・ブリストル都市圏                           | 307,614 92,730      | ブリストル市                         | 17,219    |
| ジョンソンシティ・キングスポート・ブリストル広域都市圏     | 585,051 92,730       | ジョンソンシティ都市圏                                     | 207,285             | テネシー州ワシントン郡               | 133,001   |
| ジョンソンシティ・キングスポート・ブリストル広域都市圏     | 585,051 92,730       | ジョンソンシティ都市圏                                     | 207,285             | テネシー州カーター郡                 | 56,356    |
| ジョンソンシティ・キングスポート・ブリストル広域都市圏     | 585,051 92,730       | ジョンソンシティ都市圏                                     | 207,285             | テネシー州ユニコイ郡                 | 17,928    |
| ジョンソンシティ・キングスポート・ブリストル広域都市圏     | 585,051 92,730       | グリーンビル小都市圏                                       | 70,152              | テネシー州グリーン郡                 | 70,152    |
|                                                            |                      | マーティンズビル小都市圏                                   | 64,433              | ヘンリー郡                           | 50,948    |
| マーティンズビル市                                         | 13,485               | マーティンズビル小都市圏                                   | 64,433              |                                      |           |
|                                                            |                      | ブルーフィールド小都市圏                                   | 100,093 40,429      | ウェストバージニア州マーサー郡       | 59,664    |
| テイズウェル郡                                             | 40,429               | ブルーフィールド小都市圏                                   | 100,093 40,429      |                                      |           |
| （設定無し）                                               | （設定無し）         | （設定無し）                                               | （設定無し）        | シェナンドー郡                       | 44,186    |
| （設定無し）                                               | （設定無し）         | （設定無し）                                               | （設定無し）        | ルイーザ郡                           | 37,596    |
| （設定無し）                                               | （設定無し）         | （設定無し）                                               | （設定無し）        | ワイズ郡                             | 36,130    |
| （設定無し）                                               | （設定無し）         | （設定無し）                                               | （設定無し）        | ハリファックス郡                     | 34,022    |
| （設定無し）                                               | （設定無し）         | （設定無し）                                               | （設定無し）        | アコマック郡                         | 33,413    |
| （設定無し）                                               | （設定無し）         | （設定無し）                                               | （設定無し）        | キャロライン郡                       | 30,887    |
| （設定無し）                                               | （設定無し）         | （設定無し）                                               | （設定無し）        | メクレンバーグ郡                     | 30,319    |
| （設定無し）                                               | （設定無し）         | （設定無し）                                               | （設定無し）        | スミス郡                             | 29,800    |
| （設定無し）                                               | （設定無し）         | （設定無し）                                               | （設定無し）        | キャロル郡                           | 29,155    |
| （設定無し）                                               | （設定無し）         | （設定無し）                                               | （設定無し）        | ワイス郡                             | 28,290    |
| （設定無し）                                               | （設定無し）         | （設定無し）                                               | （設定無し）        | キングジョージ郡                     | 26,723    |
| （設定無し）                                               | （設定無し）         | （設定無し）                                               | （設定無し）        | ラッセル郡                           | 25,781    |
| （設定無し）                                               | （設定無し）         | （設定無し）                                               | （設定無し）        | ペイジ郡                             | 23,709    |
| （設定無し）                                               | （設定無し）         | （設定無し）                                               | （設定無し）        | ロックブリッジ郡                     | 22,650    |
| （設定無し）                                               | （設定無し）         | （設定無し）                                               | （設定無し）        | リー郡                               | 22,173    |
| （設定無し）                                               | （設定無し）         | （設定無し）                                               | （設定無し）        | プリンスエドワード郡                 | 21,849    |
| （設定無し）                                               | （設定無し）         | （設定無し）                                               | （設定無し）        | ブキャナン郡                         | 20,355    |
| （設定無し）                                               | （設定無し）         | （設定無し）                                               | （設定無し）        | ウェストモアランド郡                 | 18,477    |
| （設定無し）                                               | （設定無し）         | （設定無し）                                               | （設定無し）        | サウサンプトン郡                     | 17,996    |
| （設定無し）                                               | （設定無し）         | （設定無し）                                               | （設定無し）        | パトリック郡                         | 17,608    |
| （設定無し）                                               | （設定無し）         | （設定無し）                                               | （設定無し）        | バッキンガム郡                       | 16,824    |
| （設定無し）                                               | （設定無し）         | （設定無し）                                               | （設定無し）        | ブランズウィック郡                   | 15,849    |
| （設定無し）                                               | （設定無し）         | （設定無し）                                               | （設定無し）        | ノットウェイ郡                       | 15,642    |
| （設定無し）                                               | （設定無し）         | （設定無し）                                               | （設定無し）        | グレイソン郡                         | 15,333    |
| （設定無し）                                               | （設定無し）         | （設定無し）                                               | （設定無し）        | アルゲイニー郡                       | 15,223    |
| （設定無し）                                               | （設定無し）         | （設定無し）                                               | （設定無し）        | ディケンソン郡                       | 14,124    |
| （設定無し）                                               | （設定無し）         | （設定無し）                                               | （設定無し）        | マディソン郡                         | 13,837    |
| （設定無し）                                               | （設定無し）         | （設定無し）                                               | （設定無し）        | ノーサンプトン郡                     | 12,282    |
| （設定無し）                                               | （設定無し）         | （設定無し）                                               | （設定無し）        | ルーネンバーグ郡                     | 11,936    |
| （設定無し）                                               | （設定無し）         | （設定無し）                                               | （設定無し）        | ノーサンバーランド郡                 | 11,839    |
| （設定無し）                                               | （設定無し）         | （設定無し）                                               | （設定無し）        | シャーロット郡                       | 11,529    |
| （設定無し）                                               | （設定無し）         | （設定無し）                                               | （設定無し）        | グリーンズビル郡                     | 11,391    |
| （設定無し）                                               | （設定無し）         | （設定無し）                                               | （設定無し）        | ランカスター郡                       | 10,919    |
| （設定無し）                                               | （設定無し）         | （設定無し）                                               | （設定無し）        | ミドルセックス郡                     | 10,625    |
| （設定無し）                                               | （設定無し）         | （設定無し）                                               | （設定無し）        | エセックス郡                         | 10,599    |
| （設定無し）                                               | （設定無し）         | （設定無し）                                               | （設定無し）        | カンバーランド郡                     | 9,675     |
| （設定無し）                                               | （設定無し）         | （設定無し）                                               | （設定無し）        | リッチモンド郡                       | 8,923     |
| （設定無し）                                               | （設定無し）         | （設定無し）                                               | （設定無し）        | フランクリン市                       | 8,180     |
| （設定無し）                                               | （設定無し）         | （設定無し）                                               | （設定無し）        | レキシントン市                       | 7,320     |
| （設定無し）                                               | （設定無し）         | （設定無し）                                               | （設定無し）        | ゲイラクス市                         | 6,720     |
| （設定無し）                                               | （設定無し）         | （設定無し）                                               | （設定無し）        | ブエナビスタ市                       | 6,641     |
| （設定無し）                                               | （設定無し）         | （設定無し）                                               | （設定無し）        | コビントン市                         | 6,303     |
| （設定無し）                                               | （設定無し）         | （設定無し）                                               | （設定無し）        | ブランド郡                           | 6,270     |
| （設定無し）                                               | （設定無し）         | （設定無し）                                               | （設定無し）        | エンポリア市                         | 5,766     |
| （設定無し）                                               | （設定無し）         | （設定無し）                                               | （設定無し）        | バス郡                               | 4,209     |
| （設定無し）                                               | （設定無し）         | （設定無し）                                               | （設定無し）        | ノートン市                           | 3,687     |
| （設定無し）                                               | （設定無し）         | （設定無し）                                               | （設定無し）        | ハイランド郡                         | 2,232     |

## 註
1. ↑  QuickFacts. U.S. Census Bureau. 2020年.
2. ↑  OMB Bulletin No. 23-01, Revised Delineations of Metropolitan Statistical Areas, Micropolitan Statistical Areas, and Combined Statistical Areas, and Guidance on Uses of the Delineations of These Areas. Office of Management and Budget. 2023年7月21日.